# افق: یک حماسه آمریکایی - بخش ۳
افق: یک حماسه آمریکایی - بخش ۳ (انگلیسی: Horizon: An American Saga – Chapter 3) یک فیلم حماسی و وسترن آمریکایی آماده نمایش به کارگردانی و تهیه‌کنندگی و همچنین با بازی کوین کاستنر از فیلمنامه‌ای است که او با جان بیرد نوشته است، این سومین قسمت از مجموعه فیلم‌های افق: حماسه آمریکایی و دنباله بخش ۲ است. کاستنر در کنار دیگر بازیگران فیلم قبلی سیه‌نا میلر، سم ورثینگتون، جووانی ریبیسی، الا هانت نقش خود را تکرار می‌کند.

## ساخت
فیلمبرداری در ۱۳ مه ۲۰۲۴ در یوتا آغاز شد. ولی ساخت فیلم سوم به دلیل اعتصاب نویسندگان و بازیگران متوقف شد. در اوت ۲۰۲۴، فیلمساز اظهار داشت که اگرچه قسمت یکم در گیشه ضعیف عمل کرد، اما ساخت ادامه آن در بهار ۲۰۲۵ تکمیل خواهد شد. در جشنواره فیلم ونیز ۲۰۲۴، کاستنر به خبرنگاران گفت: «من نمی‌دانم در حال حاضر چگونه (بخش ۳) را می‌سازم، اما می‌خواهم آن را بسازم».